# Hemidactylus tropidolepis
Hemidactylus tropidolepis este o specie de șopârle din genul Hemidactylus, familia Gekkonidae, descrisă de Mocquard 1888. Conform Catalogue of Life specia Hemidactylus tropidolepis nu are subspecii cunoscute.